# Борисовский (Краснодарский край)
Бори́совский — хутор в Крымском районе Краснодарского края.
Входит в состав Киевского сельского поселения.

## Население
| 1999 | 2002 | 2010 |
| ---- | ---- | ---- |
| 18   | ↘9   | ↗14  |

## Известные уроженцы
- Чаус, Вера Лукинична (1929—2020) — советский работник сельского хозяйства, Герой Социалистического Труда.